# Hugo Feilchenfeld
Hugo Feilchenfeld (ur. 1874 w Kulm, zm. 1965 w Jerozolimie) – niemiecko-izraelski lekarz, okulista. Studiował w Heidelbergu, w 1896 roku w Kiel uzyskał tytuł doktora medycyny na podstawie pracy „Beitrag zur Kasuistik der Atrophia Nervi Optici”. Następnie był lekarzem asystentem w Królewcu, Berlinie i Wiedniu. Od 1907 do 1936 roku kierował kliniką oczną w Szpitalu Żydowskim w Berlinie. W 1939 roku emigrował do Palestyny.

## Wybrane prace
- Beitrag zur Kasuistik der Atrophia Nervi Optici (1896)
- Über die sogenannte tuberculosis Verrucosa cutis (1889)
- On Leucæmic Pseudo-tumors in the Retina (1902)
- Der Heilwert der Brille (1901)
- Die stereoskopische Nebenwirkung in symmetrischen Axen stehender Cylindergläser (1905)